# Iszaiosz
Iszaiosz (ógörögül: Ισαίος, nevének átírásváltozata Isaios; latinul: Isaeus), (Khalkisz, i. e. 420 körül – Athén, i. e. 340-es évek?) görög szónok, logográfus. Az alexandriai görög kánonban nevét a tíz attikai szónoké között említik.
Életútjának részletei, pontos születési és halálozási dátumai nem ismertek, de az életrajzok abban egyetérteni látszanak, hogy a peloponnészoszi háború és II. Philipposz uralomra jutása közötti időszakban élt. Khalkiszban született Diagorasz fiaként, majd feltehetően korán Athénba került, ahol Iszokratész és Lüsziasz tanítványa volt. Törvényszéki beszédek írásából tartotta fenn magát, utóbb szónoki iskolát nyitott Athénban, ahol többek között Démoszthenész is tanítványai közé tartozott.
Az ókori hagyomány hatvannégy beszédéről tudott, de a klasszika-filológia ötven műcímet rendel hitelesen Iszaioszhoz. Életművéből tizenegy beszéd maradt fent az utókorra teljes egészében, a 18. század végén ismertté vált tizenkettedik pedig töredékesen. Főként örökösödési ügyekben elhangzott törvényszéki dikanikák fűződnek a nevéhez (logoi klérikoi, ’örökösödésügyi beszéd’), amelyek egyszersmind betekintést nyújtanak a korabeli Athén magánjogába is. Mestere, Lüsziasz retorikai művei nagy hatással voltak rá, kettejük stílusa sok vonásban hasonló. Dionüsziosz Halikarnasszeusz egy esszéjében, amelyet Iszaiosz retorikájának szentelt, letisztult, cikornyáktól mentes, egyszerű stílusú szónokként ismeri el. Az utókor elemzései rétori képességei közt kikezdhetetlen logikáját és meggyőző érveléstechnikáját, váratlan fordulatokban bővelkedő gondolatfűzését emelik ki. Noha a hagyományos szónoki fogásokat maga is alkalmazta, a körmondatokat és szóvirágokat kedvelő atticizmusra olyannyira jellemző, a szavak közötti hangűr fegyverével nem élt.
William Wyse készítette elő beszédeinek első kritikai kiadását 1904-ben, The speeches of Isaeus címmel.